# جوي غريغوري
جوي غريغوري (بالإنجليزية: Joy Gregory)‏ هي فنانة ومصورة بريطانية، ولدت في 7 نوفمبر 1959 في Bicester ‏ في المملكة المتحدة.